# Arrecina Tértula
Arrecina Tertula fue una dama romana que vivió en el siglo I y que fue la primera esposa del emperador romano Tito.

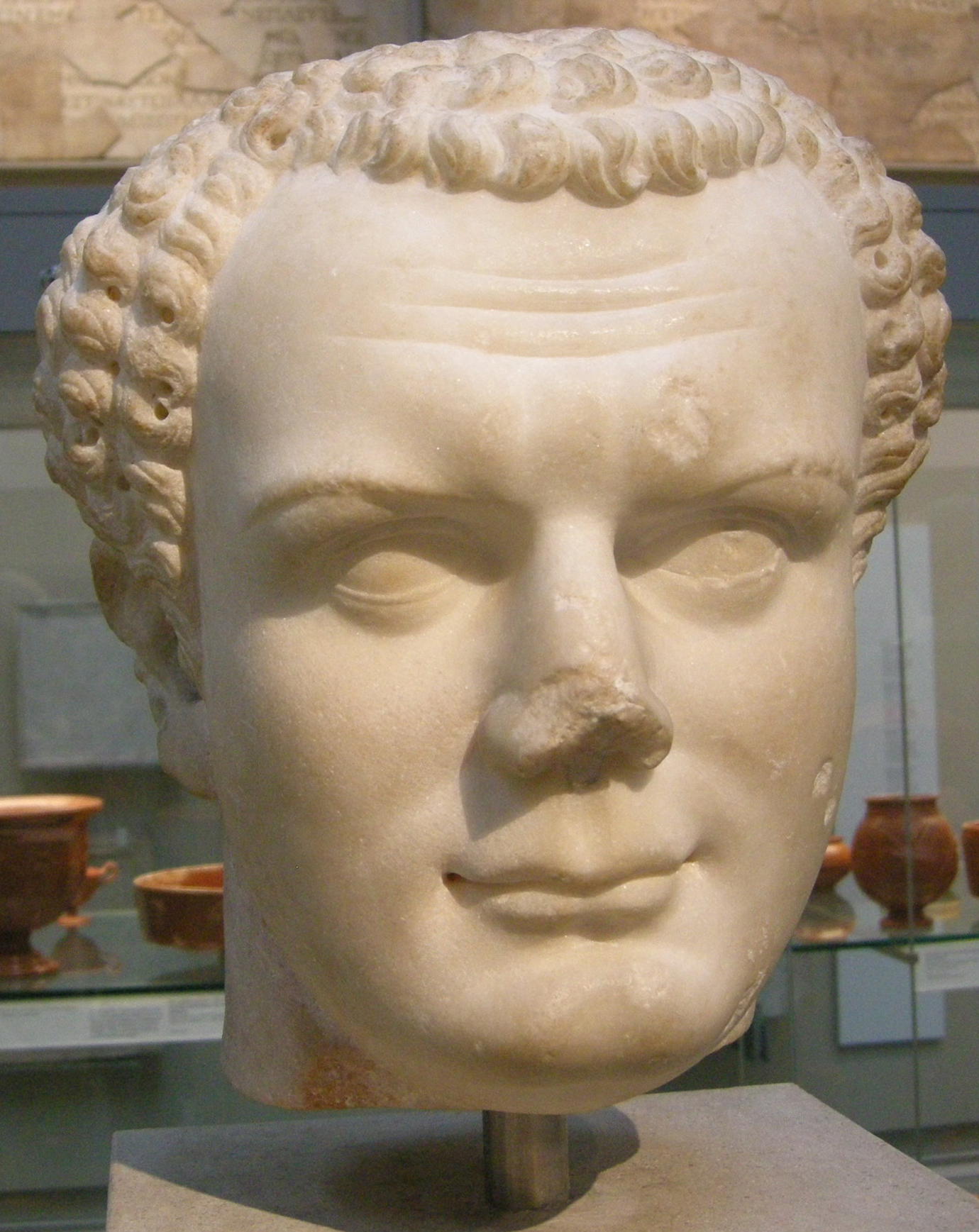
Retrato procedente de Cartago del emperador Tito, quien contrajo matrimonio con Arrecina Tertula, llamada, de no haber fallecido prematuramente, a haber compartido con él el trono.

De familia ecuestre originaria de Arrecinum (Rímini, Italia), era hija de Marco Arracino Clemente, Prefecto del pretorio entre 38 y 41 bajo Calígula e involucrado en el asesinato de este demente emperador. Su hermano fue Marco Arracino Clemente, quien fue, como su padre, Prefecto del pretorio en 70-71 y consul suffectus en 73 y 85 y Praefectus urbi en 86 y, por tanto, senador. Su cognomen Tertula -traducido 'tercerita'- parece indicar que su madre, tal vez llamada Julia, debió tener otro vástago antes que ella, además del citado hermano senador, aunque este extremo es difícil de comprobar.

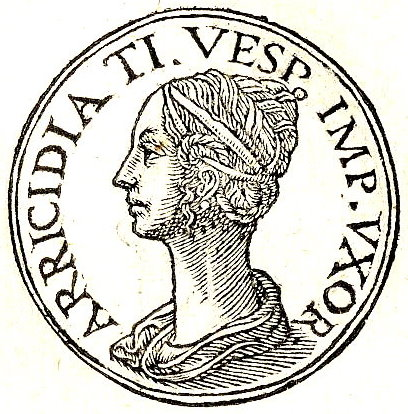
Retrato de tipo monetal de Arrecina Tertula extraído de la obra renacentista de Guillaume Rouillé Promptuarii Iconum Insignorum.

Su familia, a través del emperador Claudio, beneficiario del asesinato de Calígula, estaba bien relacionada con la familia Flavia, concretamente con el futuro emperador Vespasiano, por lo que, cuando este fue nombrado por el emperador Nerón procónsul para la Rebelión Judía de 66-71, buscó como esposa para su hijo Tito, postulado como cuestor y futuro emperador, a Arrecina Tertula para que fuese su consorte, contrayendo matrimonio en 62. Este matrimonio mejoraba la posición familiar, pero fue efímero porque, desafortunadamente, Tertula falleció en 63 sin que el matrimonio hubiese tenido hijos, por lo que Tito contrajo nuevas nupcias con Marcia Furnila.